# باقرآباد (اسلام‌آباد غرب)
باقرآباد (اسلام‌آبادغرب)، روستایی از توابع بخش حمیل شهرستان اسلام‌آباد غرب در استان کرمانشاه ایران است.

## جمعیت
این روستا در دهستان هرسم قرار دارد و براساس سرشماری مرکز آمار ایران در سال ۱۳۸۵، جمعیت آن ۱۰۵ نفر (۲۸خانوار) بوده‌است.